# Тибла
Ти́бла (ест. tibla, множ.: tiblad, tiblat, tiblasid) — в розмовній естонській мові зневажливе прізвисько представників російськомовного населення Естонії. У російськомовних словниках слово майже не фіксується, проте присутнє в естонських словниках і трапляється в ЗМІ.

## Походження
Етимологія слова достеменно не відома.
Найімовірніше походить від лайливого російського словосполучення «ты, бля», це звернення місцеві жителі могли чути від бійців Червоної Армії або в армії Естонії від російськомовних співгромадян.
В естонській фонетиці словосполучення трансформувалося в легше для вимови «тибла» і увійшло в мовний ужиток.

## Використання
Костянтин Кіляков, який утік із полону в 1944 році, згадував про своє перебування 1941 року в Талліннській в'язниці разом із декількома естонськими злочинцями:
Эстонцы очень плохо относились к русским. Они обзывали нас бранной кличкой «тибла», заставляли нас спать у параши… Разговаривать по-русски они не хотели и на любой вопрос неизменно отвечали — «тибла».